# Regalità
La regalità è una condizione peculiare riconosciuta al capo di uno Stato, detentore del titolo di re, principe, duca regnante, o altra qualifica nobiliare.

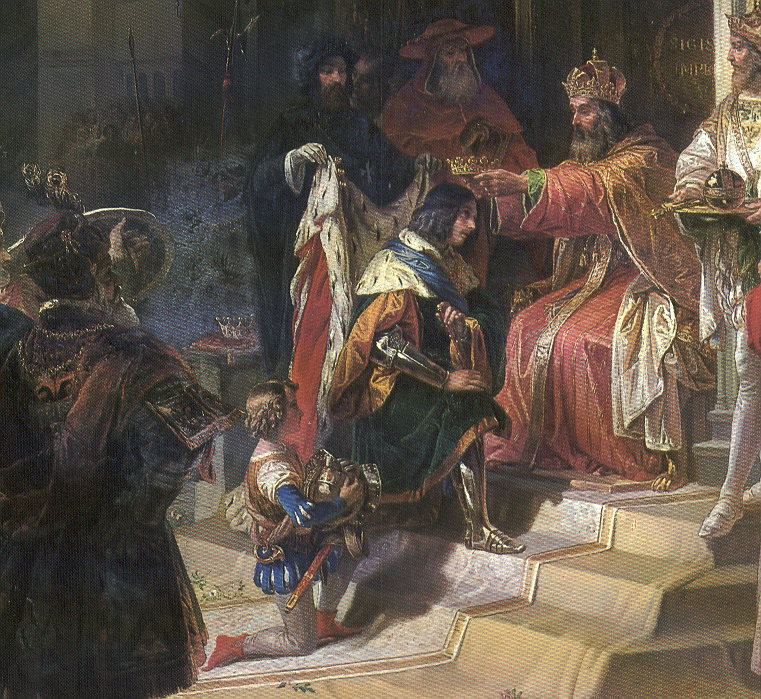
Conferimento della dignità regale di duca ad Amedeo VIII di Savoia.

Sebbene sia stata progressivamente identificata col regime monarchico a partire dallo sviluppo degli Stati assoluti del XVII secolo, come quello francese, in cui una sola persona esercitava il potere supremo, la regalità tuttavia aveva un significato più ampio, connotando ad esempio anche le repubbliche di Genova o di Venezia, e anticamente lo stesso regno di Francia, che erano contemporaneamente monarchici, aristocratici e democratici.
La regalità pertanto non andrebbe identificata in maniera unilaterale con forme politiche come la sovranità, o l'impero, né con la tirannia che è un regime in cui chi esercita il potere è libero da ogni limitazione.
Lo studio della regalità, a lungo trascurato da sociologi, politologi e storici, è stato riportato in auge dall'antropologia sociale, con le opere dei britannici James George Frazer, Henry Sumner Maine, Arthur Maurice Hocart, o dei francesi Georges Dumézil o Pierre Clastres. In Italia l'argomento è stato oggetto di studio da parte di Julius Evola.

## Un'istituzione sacra

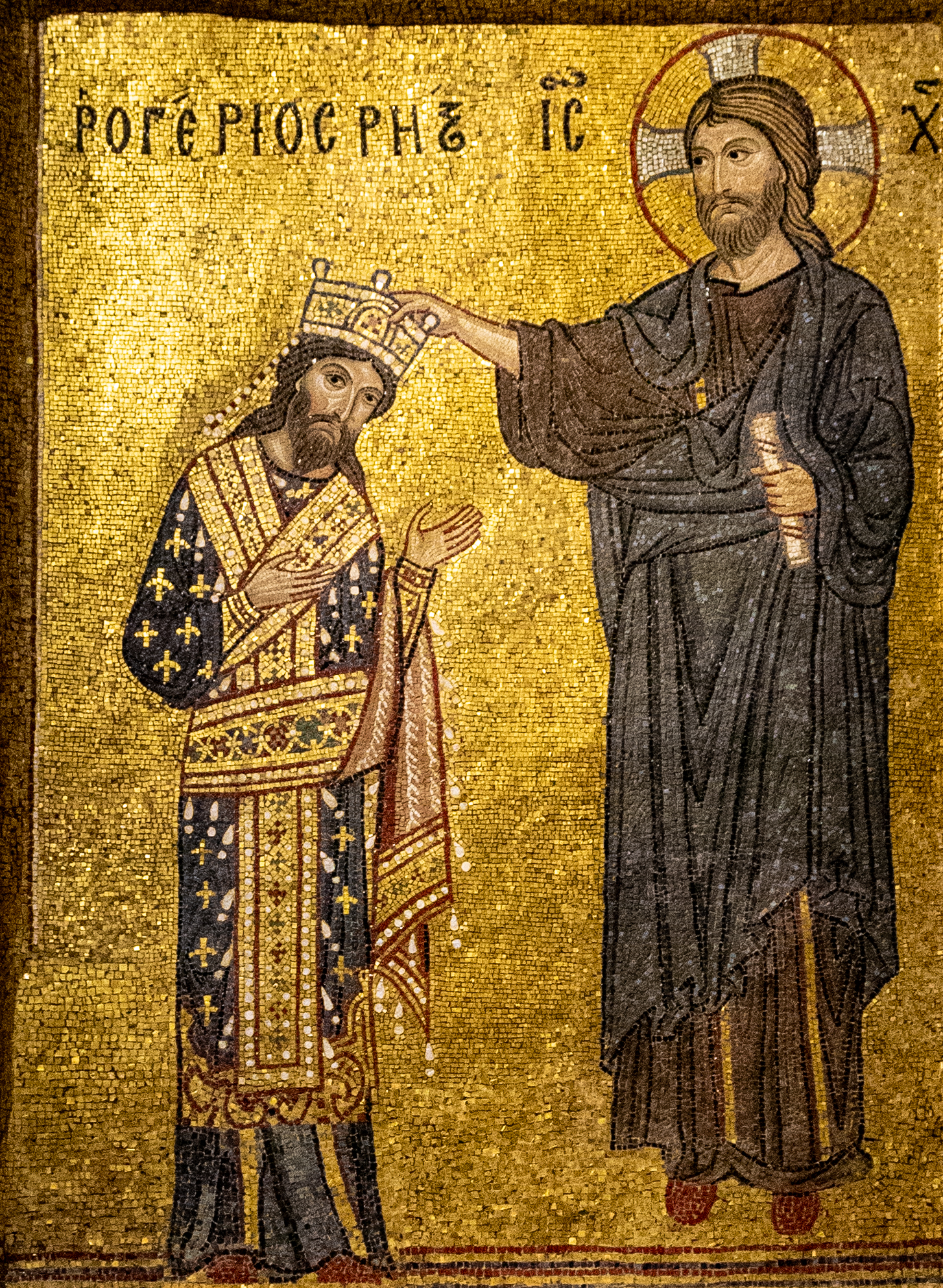
Ruggero II di Sicilia investito della regalità da Cristo (mosaico della Martorana, Palermo)

Da un punto di vista antropologico, la regalità risulta storicamente connessa a connotazioni di matrice sacrale o spirituale. Nell'antichità infatti, i re avevano anche una funzione religiosa e sacerdotale, ad esempio Numa Pompilio tra i sette re di Roma, la figura del basileus nell'antica Grecia, o i Magi della tradizione evangelica, che erano al contempo re-sacerdoti.
La persona regale, il più delle volte, emanava dal mondo divino o riceveva dagli Dèi un avallo che la rendeva sacra, elevandola al di sopra dello status puramente umano. Presso i popoli germanici era presente una concezione magica e persino taumaturgica della regalità, sicché Louis Rougier osserva: «tra i Germani, i re erano considerati esseri discendenti dagli Dèi, dotati di potere magico sulla natura, tutti scelti per elezione dalla stessa famiglia [...] che risale a Wotan».

### Regalità nel cristianesimo
Nel cristianesimo permane una concezione della regalità di origine divina, tanto che al Cristo stesso viene tradizionalmente riconosciuta un'autorità spirituale di natura regale prima che sacerdotale, perché discendente da Melchisedec, anziché da Aronne.
Melchisedec era una figura enigmatica dell'Antico Testamento, che a differenza dei sacerdoti levitici (la cui funzione veniva trasmessa per discendenza) era priva di genealogia, e per questo in una visione gnostica-esoterica era ritenuto direttamente «figlio di Dio» come Gesù, e denominato «re del mondo».
Viene menzionato anche nel salmo 110 come personalità regale che assomma in sé la carica sacerdotale, assegnata al re Davide come prefigurazione del futuro Messia: «tu sei sacerdote per sempre al modo di Melchìsedek». Nella lettera agli Ebrei si afferma che Gesù realizza il sacerdozio regale di Melchisedec profetizzato nel Salmo suddetto: «senza padre, senza madre, senza genealogia, senza principio di giorni né fine di vita».
Rudolf Steiner individua nella diversa genealogia di Gesù presentata nei Vangeli di Matteo e di Luca una duplice provenienza, sia dalla stirpe regale di Davide attraverso Salomone, sia da quella sacerdotale attraverso Natan.

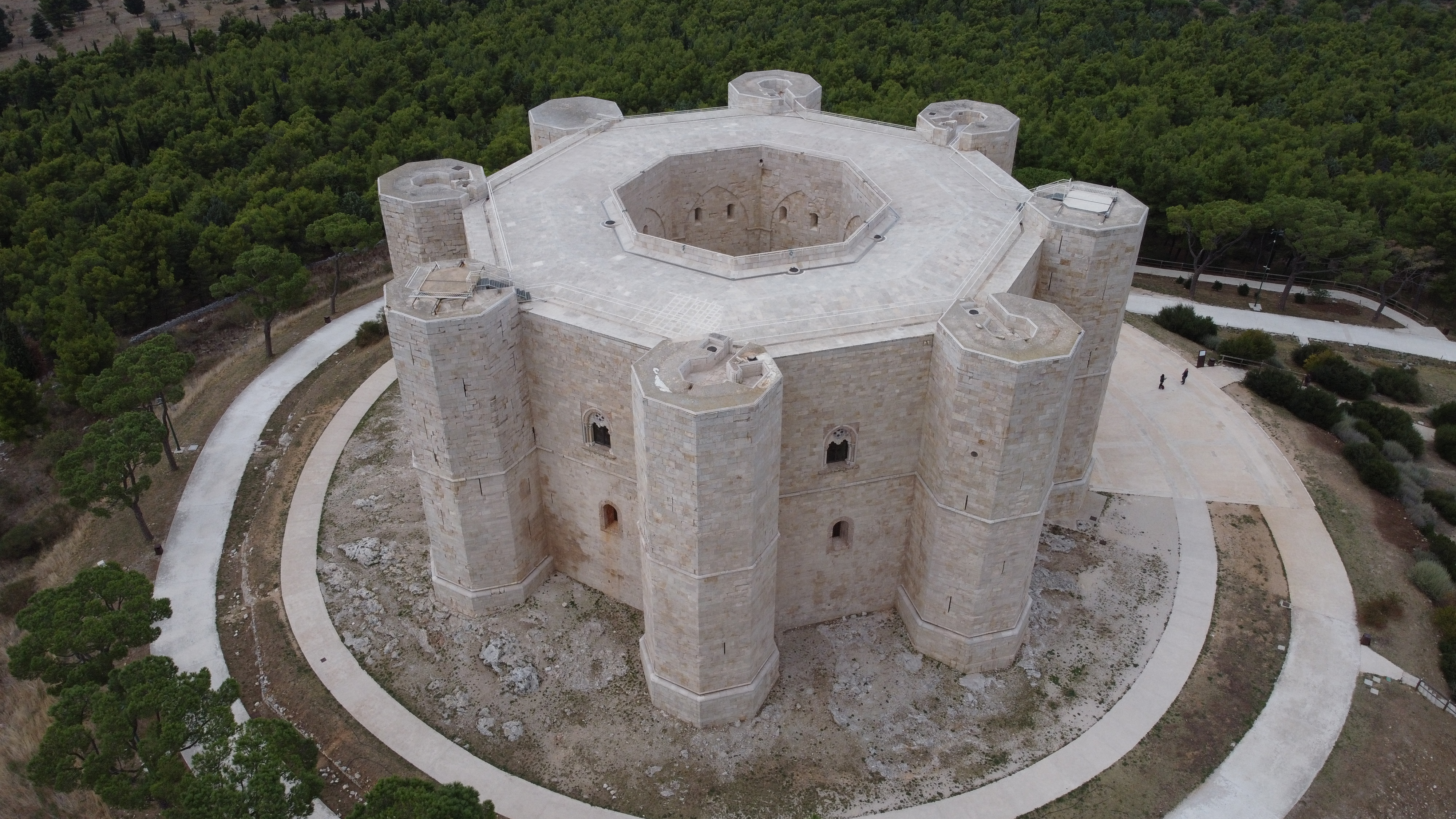
Castel del Monte con la sua pianta ottagonale, simbolo di regalità, che richiama la forma di una corona imperiale.

### Regalità e sacerdozio
La distinzione tra regalità e sacerdozio, che oggi viene ricondotta alla separazione dei poteri politico e religioso, seppure entrambi storicamemnte espressioni del divino, non sembra tuttavia avere riscontro nelle civiltà più antiche, da quella cinese, giapponese, inca, egiziana, fino a quella greca, romana e via dicendo, nelle quali si ritrova piuttosto una sintesi del potere temporale e sacrale in un unico Re Divino, in un iniziato solare che è al contempo Rex e Pontifex, quale incarnazione di una forza trascendente che faceva di lui stesso un Dio.

Al vertice della gerarchia dei poteri non vi era cioè una casta sacerdotale ma appunto regale, che fungeva da principale mediatrice tra la sfera terrena e quella celeste, tra eroismo guerriero e ascetismo mistico. Solo in seguito si sarebbe pervenuti alla separazione e persino alla contrapposizione fra queste due dimensioni, che ad esempio l'ideologia ghibellina del Sacro Romano Impero e degli Ordini cavallereschi nel Medioevo cercò di ricondurre ad unità.
(Julius Evola, cit. in Apolitia: scritti sugli orientamenti esistenziali, 1934-1973, a cura di Riccardo Paradisi, Roma-Napoli, Controcorrente, 2004, pag. 57)